# Albara reversaria
Albara reversaria är en fjärilsart som beskrevs av Walker 1866. Albara reversaria ingår i släktet Albara och familjen sikelvingar. Inga underarter finns listade i Catalogue of Life.

## Bildgalleri

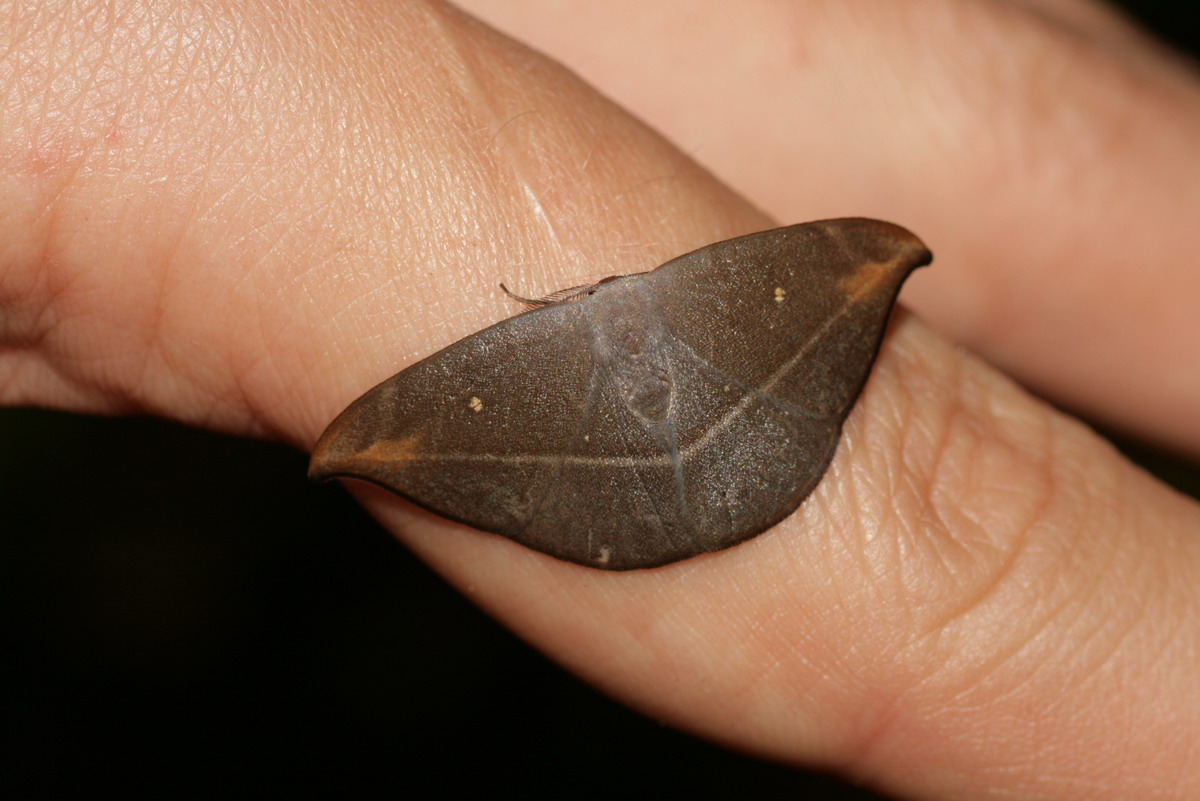